# Coupe de France de football 1929-1930
Navigation
Coupe de France 1928-1929 Coupe de France 1930-1931
La Coupe de France de football 1929-1930 est la treizième édition de la Coupe de France de football. Le vainqueur de cette édition fut le FC Sète.

## Résultats

### 4etour
Le 4e tour se joue le 17 novembre 1929 et oppose 82 équipes en 41 rencontres.
CO Billancourt 7 - 0 AS Lorraine
- SO de l'est 5 - 0 US Hautmont
- Stade de l'est 1 - 0 CS Orne-Amnéville
- US Persan-Beaumont 3 - 1 US Nœux-les-mines
- Red Star Olympique 7 - 0 Club des Blancheries de Thaon
- RC Roubaix 2 - O VGA St-Maur
- US St-Servan 6 - 1 US PLM
- Cosmopolitan Club 3 - 2 FC Rouen
- AS Cherbourg Stella 1 - 0 AF Garenne-Colombes
- US Tourcoing 7 - 2 AL Deville
- Stade Havrais 2 - 1 SCUF
- FC Dieppe 5 - 1 US Bruay
- US Quevilly 6 - 0 US Mans
- RC France 10 - 1 US Creil-St-Just
- SR Colmar 1 - 2 US Annemasse
- RC Strasbourg 6 - 1 Chaumont AC
- SC Sélestat 3 - 2 Sportive Thionvilloise
- AS messine 4 - 2 US Thann
- Le Havre AC 4 - 0 JS Desvres
- ASSB Oignies 10 - 3 ES Juvisy
- Stade Roubaisien 2 - 1 FC Forbach
- Iris Club Lillois 2 - 1 CSC Halluin
- Excelsior Tourcoing 2 - 1 CA Montreuil
- Stade Béthunois 1 - 1 RC Calais
- SC Nîmes 4 - 1 FC Grenoble
- Hyères FC 4 - 1 Rhône Sportif des Terreaux
- FC Lyon 5 - 2 CASG de Marseille
- CA du 14e 2 - 0 Stade Helvétique de Lyon
- Valentigney 5 - 0 Villefranche
- CA Messin 9 - 0 SC Douai
- Union Hagondange 2 - 1 CASG Paris
- Saint-Etienne SC 4 - 1 AS Strasbourg
- FC Lyon 6 - 2 CASG de Marseille
- CFC Bellegarde 2 - 4 CA Mulhouse
- AS Brestoise 2 - 0 US Concarneau
- Abbeville 1 - 2 Saint Ouen
- Armoricaine 3 - 1 AS Centre
- Dinard ASC 3 - 2 US Aths-Mons
- Drapeau de Fougères 13 - 1 E Saint Michel de Saint Brieuc
- AC Arles 3 - 2 Real Deportivo Bordeaux
- UV Ganges 1 - 1 O Alès
- Olympique Marseille 6 - 1 F.A.C. Nice
- OGC Nice 5 - 2 CO Saint Chamond
- SC Nîmes 4 - 1 Grenoble
- CS Jean Bouin 1 - 1 CG Bouscatais
- US Vésinet 1 - 1 SAB Girondins
- AS des Charentes 2 - 0 Stade Montois
- SC Lourches   -   CO Saint Quentin
- AS Cheminot Montalbanais 6 - 3 P.U.C

### Trente-deuxièmes de finale
Les trente-deuxièmes de finale se jouent le 15 décembre 1929, à l'exception de la rencontre entre le Club Français et l'AS Sainte-Barbe-Oignies qui est disputée le 14 décembre. Le match entre l'AS Messine et le RC Arras est rejoué le dimanche 22 décembre.
| Équipe 1                       | Score                     | Équipe 2                 | Lieu                                   |
| Club français                  | 1 - 2                     | ASSB Oignies             | Stade Buffalo de Paris (Montrouge)     |
| SO Montpelliérain (DH Sud-Est) | 2 - 0                     | AC Arles                 | Montpellier                            |
| CO Billancourt                 | 1 - 5                     | FC Mulhouse              | Billancourt                            |
| CA Paris                       | 10 - 2                    | Hagondange               | Stade de Charentonneau, Maisons-Alfort |
| SC Lourches                    | 0 - 3                     | Red Star Olympique       | Lourches                               |
| Racing Club                    | 8 - 1                     | Armoricaine de Brest     | Stade de Colombes                      |
| Olympique Alès                 | 6 - 2                     | Bordeaux SBUC            | Alès                                   |
| SC Nîmes                       | 7 - 1                     | RC Strasbourg            | Nîmes                                  |
| US Annemasse                   | 1 - 2                     | OGC Nice                 | Annemasse                              |
| AS Cannes                      | 11 - 0                    | Cheminots Montauban      | Cannes                                 |
| AS Brestoise                   | 0 - 11                    | Stade Français           | Brest                                  |
| FC Sète                        | 8 - 0                     | SC Saint Etienne         | Sète                                   |
| CS Jean Bouin Angers           | 7 - 3                     | AS Charentes             | Angers                                 |
| RC Calais                      | 2 - 1                     | US Quevilly              | Calais                                 |
| La Bastidienne                 | 3-2                       | Drapeau de Fougères      | Bordeaux                               |
| Amiens AC                      | 4-1                       | JA Saint-Ouen            | Rue du Landy, Saint-Ouen               |
| CA XIVe                        | 2-1                       | Iris Club Lillois        | Bourg-la-Reine                         |
| Dinard ASC                     | 4-3 (après prolongations) | US Persan-Beaumont       | Le Mans                                |
| US Belfort                     | 1-0                       | Stade Olympique de l'Est | Belfort                                |
| US Servannaise                 | 2-1                       | Stella de Cherbourg      | Saint-Servan                           |
| Olympique de Marseille         | 4-1                       | SA Bordelais CS          | Cazères                                |
| Stade Raphaëlois               | 2-0                       | AS Valentigney           | Marseille                              |
| UR Dunkerque-Malo              | 4-1                       | Stade de l'Est           | Dunkerque                              |
| US Boulogne                    | 1-2                       | FC Dieppe                | Boulogne-sur-Mer                       |
| Hyères FC                      | 1-0                       | FC Lyon                  | Hyères                                 |
| CA Mulhouse                    | 3-4                       | CA Messin                | Mulhouse                               |
| RC Roubaix                     | 4-0                       | US Moyeuvre-Grande       | Roubaix                                |
| AS Messine                     | 1-1 (après prolongations) | RC Arras                 | Metz                                   |
| RC Arras                       | 3-1                       | AS Messine               | Arras                                  |
| US Tourcoing                   | 5-1                       | Cosmos Club de Paris     | Tourcoing                              |
| Olympique Lillois              | 10-0                      | SC Sélestat              | Lille                                  |
| Havre AC                       | 4-0                       | Stade Roubaisien         | Le Havre                               |
| Stade Havrais                  | 3-0                       | Excelsior Tourcoing      | Stade de Bruyères, Le Petit-Quevilly   |

### Seizièmes de finale
Les seizièmes de finale se jouent le 12 janvier 1930. Le match entre l'AS Dinard et le Stade Raphaëlois fut disputé le 19 janvier à Saint-Mandé, le stade de la SC Bastidienne sur lequel il devait se tenir ayant été déclaré impraticable par l'arbitre. Le même jour se tinrent les rencontres rejouées entre d'une part l'Olympique lillois et Le Havre AC et d'autre part l'AS Cannes et l'US Servannaise. 
| Équipe 1               | Score                     | Équipe 2              | Lieu                                         |
| SO Montpelliérain      | 3 - 0                     | Olympique alésien     | Nîmes                                        |
| CA Paris               | 5 - 2                     | ASSB Oignies          | Stade de l'Olympique Lillois, Lille          |
| Red Star Olympique     | 7-1                       | SC Nîmes              | Stade de Paris, Saint-Ouen                   |
| FC Sète                | 2-0                       | FC Dieppois           | Stade Buffalo, Montrouge                     |
| US Belfort             | 2-1                       | CSJB Angers           | Stade de l'US Suisse, Saint-Mandé            |
| FC Mulhouse            | 2-0                       | Stade Français        | Stade de l'AS Strasbourg, Strasbourg         |
| Olympique de Marseille | 4-2                       | Stade Havrais         | Stade municipal, Saint-Etienne               |
| RC Calais              | 1-2                       | UR Dunkerque-Malo     | Calais                                       |
| Havre AC               | 2-2 (après prolongations) | Olympique Lillois     | Stade des Bruyères, Le Petit-Quevilly        |
| Olympique Lillois      | 1-0                       | Havre AC              | Amiens                                       |
| SC Bastidienne         | 2-1                       | OGC Nice              | Stade de l'Olympique de Marseille, Marseille |
| AS Cannes              | 1-1 (après prolongations) | US Servannaise        | Angers                                       |
| AS Cannes              | 3-0                       | US Servannaise        | Nîmes                                        |
| CA Messin              | 3-2 (après prolongations) | FC Hyères             | Stade du FC Lyon, Lyon                       |
| US Tourcoing           | 2-5                       | Racing Club de France | Stade de l'Excelsior, Roubaix                |
| RC Arras               | 0-2                       | Amiens Athletic Club  | Arras                                        |
| RC Roubaix             | 4-1                       | CA XIVe               | Stade de l'Amiens Athletic Club, Amiens      |
| Stade Raphaëlois       | 2-0                       | AS Dinard             | Stade de l'US Suisse, Saint-Mandé            |

### Huitièmes de finale
Détails des matchs
| 2 février 1930 | Amiens AC | 1 – 0 | RC Roubaix |           |           |
|                |           | (–)   |            | Tourcoing | Tourcoing |

| 2 février 1930 | CA Paris | 5 – 1 | SC La Bastidienne |        |        |
|                |          | (–)   |                   | Angers | Angers |

| 2 février 1930 | SO Montpelliérain | 2 – 1 | Red Star |               |               |
|                |                   | (–)   |          | Saint-Étienne | Saint-Étienne |

| 2 février 1930 | FC Sète | 3 – 2 | FC Mulhouse |          |          |
|                |         | (–)   |             | Colombes | Colombes |

| 2 février 1930 | RC France | 2 – 1 | Olympique lillois |                          |                          |
|                |           | (–)   |                   | Stade Moulonguet, Amiens | Stade Moulonguet, Amiens |

| 2 février 1930 | Stade raphaëlois | 1 – 0 | CA Messin |             |             |
|                |                  | (–)   |           | Montpellier | Montpellier |

| 2 février 1930 | Olympique de Marseille | 6 – 0 | US Belfortaine |      |      |
|                |                        | (–)   |                | Lyon | Lyon |

| 2 février 1930 | US Dunkerque-Malo | 0 – 0 | AS Cannes |           |           |
|                |                   | (–)   |           | Marseille | Marseille |

| 16 février 1930 | US Dunkerque-Malo | 3 – 2 | AS Cannes |       |       |
|                 |                   | (–)   |           | Paris | Paris |

### Quarts de finale
Les quarts de finale de déroulent le dimanche 9 mars. À ce stade de la compétition, il reste quatre clubs de la Ligue du Sud-Est, deux de la Ligue de Paris et deux de la Ligue du Nord, justifiant la domination de ces trois Ligues sur le football français. Le tirage au sort donne quatre rencontres entre clubs d'une même Ligue, disputée sur terrain neutre.
L'affiche de ces quarts de finale est la rencontre FC Sète contre SO Montpelliérain, qui voit s'affronter les deux finalistes de l'édition précédente, remportée par les Montpelliérains 2-0. Les deux formations se retrouvent au stade Fernand Buisson de Marseille. Après une première mi-temps équilibrée et un début de seconde mi-temps à l'avantage de Montpellier, Sète ouvre le score par Friedmann, avant que Titi Kramer n'égalise quatre minutes plus tard. Petkovitch rate alors un pénalty pour les Montpelliérains, qui laissent passer leur chance. Sète inscrit ensuite trois buts, par Friedmann, Dormoy et Gustave Dubus sur pénalty à sept minutes de la fin du match.
L'Olympique de Marseille et le Stade raphaëlois s'affrontent à Cannes dans un match serré devant un public nombreux. La rencontre est marquée par la blessure du Raphaëlois Kraucsar causée par le Marseillais Joseph Alcazar. L'arbitre, M. Hamel, décide à l'encontre du règlement d'exclure temporairement Alcazar le temps que Kraucsar se soigne sur le bord de la touche. Du côté du terrain, Marseille s'impose 1-0 sur un but de la tête de Jules Dewaquez.
Le troisième match oppose deux clubs parisiens, le RC France et le CA Paris, alors à la première place du championnat de Paris. Dans un match moyen, les Capistes dominent la première mi-temps, concrétisant leurs efforts par Rose, qui marque alors que l'arrière Manuel Anatol s'arrête de jouer sur l'action, ayant vu une main de l'attaquant. Le CA Paris ne parvient pas à doubler le score. Le Racing prend le jeu en main et marque deux fois par Veyssade, puis une troisième fois grâce à un coup franc de soixante mètres de Marcel Capelle, le gardien Falque passant au travers.
À Roubaix, l'Amiens AC est opposé à l'US Dunkerque-Malo devant 13 000 spectateurs. Les Dunkerquois se présente sans leur gardien Gianelloni, malade, remplacé par l'avant Albert Bondois, qui réalise tout de même un bon match. Bien emmené par leur ligne d'attaque, Les Amiénois s'imposent 2-1, avec un doublé de l'ailier droit Ernest Libérati, néo-international français.
À l'issue de ces quarts de finale, le FC Sète s'impose comme le favori de la compétition.
Détails des matchs
| 9 mars 1930 | FC Sète                                                                | 4 – 1   | SO Montpelliérain |                                  |                                  |
|             | Alexander Friedmann · Alexander Friedmann · Petkovitch · Gustave Dubus | (0 – 0) | Titi Kramer       | Stade Fernand Buisson, Marseille | Stade Fernand Buisson, Marseille |

| 9 mars 1930 | Olympique de Marseille | 1 – 0 | Stade raphaëlois |                             |                             |
|             | Jules Dewaquez         | (–)   |                  | Cannes Arbitrage : M. Hamel | Cannes Arbitrage : M. Hamel |

| 9 mars 1930 | RC France                            | 3 – 1   | CA Paris |                                          |                                          |
|             | Veyssade · Veyssade · Marcel Capelle | (0 – 1) | Rose     | Stade olympique Yves-du-Manoir, Colombes | Stade olympique Yves-du-Manoir, Colombes |

| 9 mars 1930 | Amiens AC                         | 2 – 1 | US Dunkerque-Malo |                              |                              |
|             | Ernest Libérati · Ernest Libérati | (–)   | But inscrit       | Roubaix Spectateurs : 13 000 | Roubaix Spectateurs : 13 000 |

### Demi-finales
Les demi-finales opposent d'une part les deux meilleurs clubs de la Ligue du Sud-Est, le FC Sète et l'Olympique de Marseille, et d'autre part le RC France à l'Amiens AC. Les deux matchs ont lieu à Paris le week-end du 5 et 6 avril 1930, au stade Buffalo le samedi pour Sète-Marseille, et au stade olympique Yves-du-Manoir le dimanche pour Racing-Amiens.
Le FC Sète est opposé à l'Olympique de Marseille devant 25 000 spectateurs. Le match se déroule une semaine après que les deux équipes se soit affrontées en Division d'Honneur dans une rencontre décisive pour l'attribution du titre, remportée par les Marseillais 3-1, qui enlèvent le titre de champion du Sud-Est. Les Sètois prennent leur revanche en s'imposant dans cette demi-finale 3-0. Sète domine la première mi-temps, mais ne parvient pas marquer, Marseille répondant par des offensives sur les ailes par Maurice Gallay et Jules Dewaquez. Gustave Dubus rate ensuite un pénalty pour Sète en tirant sur la barre transversale, mais finalement, les Sètois concrétisent leur domination en inscrivant trois buts dans les dix dernières minutes, grâce à un doublé de Dubus et un but de Yvan Beck.
Dans la deuxième demi-finale, l'Amiens AC, à cause de la blessure de son arrière Lapierre, se présente avec une équipe remaniée et amoindrie. Le demi Riu prend sa place, l'inter Grandsert glissant au milieu, tandis que Leroy rentre dans l'équipe au poste d'inter droit. À cela s'ajoute une déchirure musculaire de l'avant Paul Nicolas au bout de dix minutes de jeu, qui revient sur le terrain au poste d'ailier gauche pour y tenir un rôle de figurant. Le Racing domine la première mi-temps, ouvrant le score par Marcel Galey qui reprend de volée un centre de Valeton, mais les Amiénois parviennent à égaliser à un quart d'heure de la fin du match par Ernest Libérati. Les deux équipes se quittent sur un match nul 1-1, et la rencontre est donc à rejouer.
Le Racing et l'Amiens AC se retrouvent le 19 avril, toujours au stade olympique Yves-du-Manoir. Favoris des spectateurs, les Picards dominent largement la première mi-temps, notamment grâce à ses ailiers Ernest Libérati et Georges Taisne, et son avant Paul Nicolas, mais le Racing tient grâce à ses arrières Manuel Anatol et Marcel Capelle et son gardien André Tassin. Amiens parvient à ouvrir le score par Marcel Braun, qui reprend un centre de Libérati. Le Racing domine la deuxième mi-temps et égalise par Marcel Galey. À dix minutes de la fin du match, le buteur du Racing centre ; Henri Ozenne et Veyssade sautent et s'écroulent dans le but avec le ballon. Le but est accordé, mais Ozenne semble avoir marqué de la main. L'arrière amiénois Urbain Wallet, furieux, proteste auprès de l'arbitre et quitte le terrain, revenant finalement sur l'insistance des spectateurs. Le Racing ajoute ensuite un troisième but encore par Marcel Galey à cinq minutes de la fin du match et se qualifie pour la finale.
Détails des matchs
| 5 avril 1930                                                                                       | FC Sète                                               | 3 – 0                                                                                            | Olympique de Marseille |                                               |                                               |
| | Gustave Dubus 82e · Yvan Beck 87e · Gustave Dubus 90e | (0 – 0)                                                                                          |                        | Stade Buffalo, Montrouge Spectateurs : 25 000 | Stade Buffalo, Montrouge Spectateurs : 25 000 |
| | Rapport                                               |                                                                                                  |                        | Stade Buffalo, Montrouge Spectateurs : 25 000 | Stade Buffalo, Montrouge Spectateurs : 25 000 |
| Frondas - Skiller, Chardar - Cazal, Stevanovic, Féjean - Lucibello, Beck, Dubus, Friedmann, Durand | Équipes                                               | Allé - Durbec, Jacquier - Durand, Kolnago, Schneebeli - Dewaquez, Alliés, Boyer, Alcazar, Gallay |                        | Stade Buffalo, Montrouge Spectateurs : 25 000 | Stade Buffalo, Montrouge Spectateurs : 25 000 |

| 6 avril 1930                                                                                           | RC France        | 1 – 1                                                                                         | Amiens AC           |                                          |                                          |
| | Marcel Galey 31e | (1 – 0)                                                                                       | 75e Ernest Libérati | Stade olympique Yves-du-Manoir, Colombes | Stade olympique Yves-du-Manoir, Colombes |
| | Rapport          |                                                                                               |                     | Stade olympique Yves-du-Manoir, Colombes | Stade olympique Yves-du-Manoir, Colombes |
| Tassin - Anatol, Capelle - Guézou, Gautheroux, Villaplane - Veyssade, Ozenne, Galey, Veinante, Valeton | Équipes          | Michel - Riu, Wallet - Grandsert, Delmer, Braun - Libérati, Leroy, Nicolas, Balavoine, Taisne |                     | Stade olympique Yves-du-Manoir, Colombes | Stade olympique Yves-du-Manoir, Colombes |

| 19 avril 1930                                                                                          | RC France                                        | 3 – 1                                                                                         | Amiens AC |                                                               |                                                               |
| | Marcel Galey 67e · Ozenne 80e · Marcel Galey 85e | (0 – 1)                                                                                       | 42e Braun | Stade olympique Yves-du-Manoir, Colombes Spectateurs : 10 000 | Stade olympique Yves-du-Manoir, Colombes Spectateurs : 10 000 |
| | Rapport                                          |                                                                                               |           | Stade olympique Yves-du-Manoir, Colombes Spectateurs : 10 000 | Stade olympique Yves-du-Manoir, Colombes Spectateurs : 10 000 |
| Tassin - Anatol, Capelle - Guézou, Gautheroux, Villaplane - Veyssade, Ozenne, Galey, Veinante, Lhottka | Équipes                                          | Michel - Viseur, Wallet - Riu, Delmer, Grandsert - Libérati, Dinouart, Nicolas, Braun, Taisne |           | Stade olympique Yves-du-Manoir, Colombes Spectateurs : 10 000 | Stade olympique Yves-du-Manoir, Colombes Spectateurs : 10 000 |

### Finale
| Titulaires : |  |
| |  |
| Charles Frondas André Chardar Edward Skiller Louis Cazal (Cap.) Ljubiša Stefanović Émile Féjean Xavier Lucibello Yvan Beck Gustave Dubus Alexander Friedmann Raoul Durand |  |
| Entraîneur : |  |
| Sydney Regan |  |

| Titulaires : |  |
| |  |
| André Tassin Manuel Anatol (Cap.) Marcel Capelle Paul Guézou Jean Gautheroux Alexandre Villaplane Henri Veyssade Henri Ozenne Ferenc Lhottka Émile Veinante Marcel Galey |  |

| Titulaires : |  |
| |  |
| Charles Frondas André Chardar Edward Skiller Louis Cazal (Cap.) Ljubiša Stefanović Émile Féjean Xavier Lucibello Yvan Beck Gustave Dubus Alexander Friedmann Raoul Durand |  |
| Entraîneur : |  |
| Sydney Regan |  |

| Titulaires : |  |
| |  |
| André Tassin Manuel Anatol (Cap.) Marcel Capelle Paul Guézou Jean Gautheroux Alexandre Villaplane Henri Veyssade Henri Ozenne Ferenc Lhottka Émile Veinante Marcel Galey |  |